# 布鲁诺·格舍
汉斯·布鲁诺·阿图尔·格舍（德語：Hans Bruno Arthur Gesche；1905年11月5日—1982年8月7日）是一位党卫队军官，也是上級突擊隊大隊領袖。他是阿道夫·希特勒私人随从中的一员，也是希特勒的私人贴身安保部队元首护卫指挥部的第四任队长，任期为1934年6月至1942年4月、1942年12月至1944年12月。